# Фудбалски савез Републике Косово
Фудбалски савез Републике Косово (алб. Federata e Futbollit e Kosovës (FFK)), је водеће спортско удружење самопроглашене Републике Косово које је задужено за организовање фудбалских такмичења са седиштем у Приштини.
Организује седам фудбалских такмичења:
- Суперлигу — прва лига (12 клубова)
- Прву лигу — друга лига (16 клубова)
- Друга лига (2 групе) — трећа лига
  - Друга лига Север
  - Друга лига Југ
- Суперлига – јуниори — прва лига
- Прва лига – јуниори — друга лига
- Косовски куп
- Футсал

## Чланство у Фифи
Фудбалском савезу Косова је одбијено чланство у Фифи, јер не испуњава члан 10. ФИФА статута који гласи да свака независна држава призната од међународне заједнице може бити члан Фифе. Током посјете Србији у марту, 2009. године предсједник УЕФА Мишел Платини изјавио је да ФСРК не може приступити УЕФА уз образложење: „Ја се не бавим политиком“, као и то да УЕФА одржава свој статус који је да, држава која није чланица Уједињених нација не може приступити организацији. Од 3. маја 2016. ФСК је примљен у УЕФА и поред кршења сопственог Статута. После тајног гласања у Будимпешти Република Косово је примљена простом већином гласова.